# Mucopolysacharidose I
Mucopolysacharidose I (MPS I) is een lysosomale stapelingsziekte die wordt veroorzaakt door een verminderde activiteit van het enzym α-L-iduronidase. De ernstigste vorm, de ziekte van Hurler (MPS I-H), is het bekendst. Een groot deel van de patiënten heeft echter een vorm met een langzamere progressie (ziekte van Hurler-Scheie, MPS I-HS, of ziekte van Scheie, MPS I-S) met geringe of afwezige mentale retardatie, geringe hepatosplenomegalie en minder grove gelaatstrekken, maar vooral stijve gewrichten. Hierdoor is het stellen van de juiste diagnose bij deze patiënten moeilijk. Aangezien MPS I autosomaal recessief overerft, is het aannemelijk dat eventuele broers en zussen ook zijn aangedaan.

## Klinisch beeld

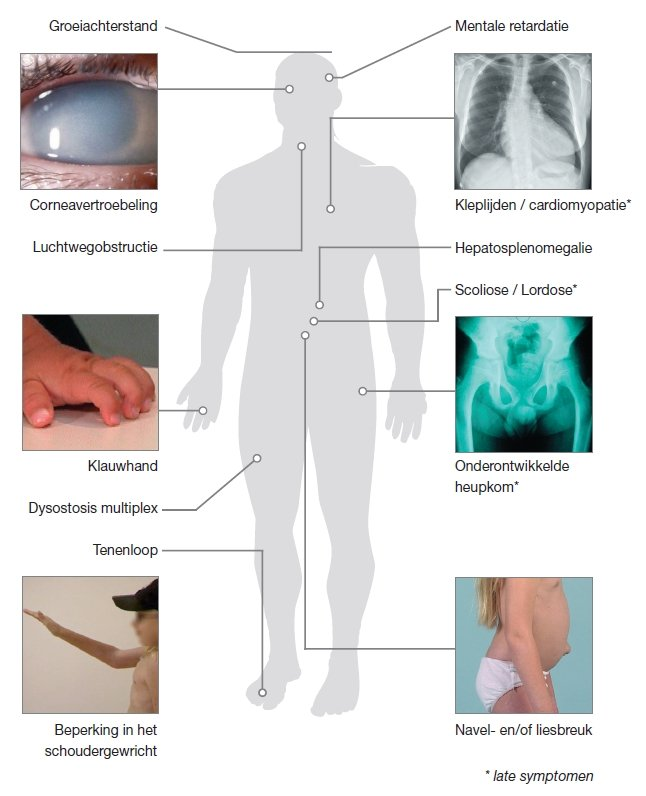
Vroege en late symptomen die kunnen optreden bij MPS I

MPS I is een multisysteemziekte. In vrijwel elk orgaan is stapeling te vinden met de daarbij behorende problemen. Er kunnen grote verschillen gevonden worden tussen patiënten. Hieronder staat een aantal symptomen die kunnen optreden. Bij aanwezigheid van een of meer van deze symptomen zou MPS I in de differentiaaldiagnose opgenomen moeten worden.

### Vroege symptomen
- Triggervingers / klauwhand
- Navel- en/of liesbreuk
- Bilaterale stijfheid van gewrichten
- Groeiachterstand
- Tenenloop
- Dysostosis multiplex
- Algehele vermoeidheid
- Slaapapneu
- Corneavertroebeling
- Luchtwegobstructie
- Beperking in het schoudergewricht
- Mentale retardatie
- Hepatosplenomegalie

### Late symptomen
- Scoliose / Lordose
- Slaapapneu
- Kleplijden / cardiomyopatie
- Onderontwikkelde heupkom

Bij de meeste patiënten met MPS I-HS (syndroom van Hurler-Scheie) of MPS I-S (syndroom van Scheie) beginnen de eerste klachten al op de kinderleeftijd. Meestal zijn steeds stijver wordende gewrichten en achterblijvende groei merkbaar. Dit wordt op latere leeftijd gevolgd door visusklachten (problemen met scherp zien), hartklepinsufficiëntie (lekkende hartklep), darmproblemen, nachtelijke apneu (ademhalingsonderbreking) en restrictieve longfunctiestoornis. MPS I gaat gepaard met een sterk verhoogde morbiditeit en mortaliteit.

## Diagnose
Bij verdenking op deze aandoening wordt een bepaling gedaan van glycosaminoglycanen (GAGs) in de urine. Een nadeel is een kans op vals-negatieve uitslagen. Een sterk verhoogde concentratie GAGs of een sterke klinische verdenking zijn redenen om via enzymdiagnostiek in bloed of huidcellen de activiteit van α-L-iduronidase te bepalen.
Andere aandoeningen die uitgesloten dienen te worden:
- Juveniele / reumatoïde artritis
- Congenitale heupdysplasie
- Artrogryposie
- Polymyositis
- Scleroderma
- Bindweefselaandoening
- Auto-immuunaandoening

## Behandeling

### Stamceltransplantatie
Voor MPS I-H (Hurler) en in bepaalde gevallen ook MPS I-HS (Hurler-Scheie) is stamceltransplantatie met onverwant navelstrengbloed een mogelijke optie. Ondanks de rapportage van veelbelovende resultaten wordt het succes van deze behandeling beperkt door hoge percentages donorafstoting graft-failure en sterfte.

### Enzymvervangingstherapie
MPS I, en dan met name de varianten die niet direct voor stamceltransplantatie in aanmerking komen, is lang een onbehandelbare ziekte geweest waarvoor alleen ondersteunende maatregelen mogelijk waren. Sinds 2003 is een zogenaamde 'enzymvervangingstherapie' (enzyme replacement therapy, ERT) beschikbaar. Het idee achter deze therapie is de ziekte te behandelen door het intraveneus toedienen van het enzym dat de patiënten zelf niet of in onvoldoende mate aanmaken. Dit enzym wordt geproduceerd in bioreactoren waarin een productiecellijn wordt gekweekt die met behulp van recombinant-DNA-technologie speciaal voor dit doeleinde is ontwikkeld.